# Joseph-François Baudelaire
Pour les articles homonymes, voir Baudelaire (homonymie).
Joseph-François Baudelaire ou plus couramment François Baudelaire (né en 1759 à La Neuville-au-Pont et mort en 1827 à Paris), est le père du poète Charles Baudelaire, né en 1821. François Baudelaire a été prêtre, répétiteur, fonctionnaire au Sénat et dessinateur à ses heures.

## Biographie
François Baudelaire naît le 7 juin 1759 à La Neuville-au-Pont (Marne). Fils de Claude Baudelaire et Marie Charlotte Dieu, il est issu d'une famille de vignerons.
Il se destine au sacerdoce. Ordonné prêtre, il est répétiteur à Paris, au collège Sainte-Barbe, puis auprès de deux enfants de la famille de Choiseul-Praslin, Félix et Alphonse. Pour ses élèves, il rédige un manuel : De la langue latine illustrée par des figures. Il s'occupe d'eux pendant la Révolution en donnant des leçons de dessin et en peignant.  
Il abdique ses fonctions de ministre du culte catholique le 29 brumaire an II,, soit le 19 novembre 1793.
Il est un des amis du marquis de Condorcet et du médecin Cabanis. Le 21 pluviôse an III, avec Cabanis, Étienne Cardot, l'ancien secrétaire de Condorcet, et quelques autres, il atteste de l'identité du défunt marquis sous le nom d'emprunt de Pierre Simon. Il est probablement l'amant de la veuve de Condorcet, Sophie de Grouchy. 
Le 18 floréal an V (7 mai 1797), il épouse à Paris Jeanne Justine Rosalie Janin, une artiste-peintre. Leur fils, Claude Alphonse Baudelaire, naît le 28 nivôse an XIII (18 janvier 1805). De 1800 à 1817, il exerce des fonctions administratives au Sénat conservateur.
Veuf le 23 décembre 1814, il se remarie à Paris, le 9 septembre 1819, avec Caroline Dufaÿs, fille « adoptive » de ses amis Pierre Pérignon et Louise Coudougnan et nièce de l'explorateur François Levaillant. Son épouse a 34 ans de moins que lui. Le 9 avril 1821, ils ont un second fils, Charles Baudelaire : M. et Mme Perignon sont les parrain et marraine de l'enfant.
Il meurt à Paris, rue Hautefeuille, le 10 février 1827, alors que son second fils, le futur poète, n'a que six ans.
Le 8 novembre 1828, sa veuve se remarie à Paris avec Jacques Aupick.

## Œuvres
- Une paire de gouaches : Vestale et colombes, signées et datées de 1804, 31 × 23 cm, sont passées en vente chez Binoche & Godeau, le 19 octobre 1995, no 16, adjugée pour 36 000 francs.
- Une gouache : Le chiffre d'Amour présentée à la vente chez Aguttes le 11 juin 2012 sous le numéro 47[8].
- L'article de L'Estampille cité plus bas reproduit une dizaine de dessins tous conservé dans des collections particulières.
- La base Joconde indique que le musée Grodet-Labadié de Marseille conserve une œuvre. Il s'agit d'un dessin à la plume daté de 1801, représentant le Tombeau d'Eugène.

## Iconographie
- Jean-Baptiste Regnault a peint son portrait vers 1810.